# مسکو (آیداهو)
مسکو (به انگلیسی: Moscow) شهری در شهرستان لاتا ایالت آیداهو است که جمعیت آن در سرشماری سال ۲۰۱۰ میلادی ۲۳٬۸۰۰ نفر بوده است.